# Mouloud Iboud
Mouloud Iboud (in arabo مولود إبود‎?; Beni Douala, 27 febbraio 1953) è un ex calciatore algerino, di ruolo difensore.

## Carriera

### Club
Iboud ha legato l'intera sua carriera sportiva al JS Kabylie, di cui fu lungamente capitano.
Entrò nelle giovanili del club cabilo a 11 anni, entrando a far parte della prima squadra a partire dal 1970, quando il francese Edmond Le Maître lo posizionò al centro della difesa dei canarini.
Fu uno dei grandi interpreti della squadra cabila per tutti gli anni '70 e primi '80, con cui ha vinto sei campionati algerini, una coppa d'Algeria e soprattutto la Coppa dei Campioni d'Africa 1981, vinta contro gli zairesi del Vita Club. È considerato uno dei giocatori più emblematici della storia del JSK. Nel 1974 ha raggiunto inoltre la finale di Coppa dei Campioni del Maghreb, persa contro i tunisini del Club Africain.
Lasciato il calcio giocato è stato dapprima allenatore delle giovanili del JSK, poi assistente allenatore, per divenire in seguito importante dirigente del club cabilo.

### Nazionale
Iboud ha giocato nel 1974 un incontro amichevole con la nazionale algerina contro la Germania Est, perso per 3-1.

## Statistiche

### Cronologia presenze e reti in nazionale
| Cronologia completa delle presenze e delle reti in nazionale ― Algeria | Cronologia completa delle presenze e delle reti in nazionale ― Algeria | Cronologia completa delle presenze e delle reti in nazionale ― Algeria | Cronologia completa delle presenze e delle reti in nazionale ― Algeria | Cronologia completa delle presenze e delle reti in nazionale ― Algeria | Cronologia completa delle presenze e delle reti in nazionale ― Algeria | Cronologia completa delle presenze e delle reti in nazionale ― Algeria | Cronologia completa delle presenze e delle reti in nazionale ― Algeria |
| Data                                                                   | Città                                                                  | In casa                                                                | Risultato                                                              | Ospiti                                                                 | Competizione                                                           | Reti                                                                   | Note                                                                   |
| ---------------------------------------------------------------------- | ---------------------------------------------------------------------- | ---------------------------------------------------------------------- | ---------------------------------------------------------------------- | ---------------------------------------------------------------------- | ---------------------------------------------------------------------- | ---------------------------------------------------------------------- | ---------------------------------------------------------------------- |
| 28-2-1974                                                              | Algeri                                                                 | Algeria                                                                | 1 – 3                                                                  | Germania Est                                                           | Amichevole                                                             | -                                                                      |                                                                        |
| Totale                                                                 |                                                                        | Presenze                                                               | 1                                                                      |                                                                        | Reti                                                                   | 0                                                                      |                                                                        |

## Palmarès

### Competizioni nazionali
- Campionato algerino: 6

JSK: 1972-1973, 1973-1974, 1976-1977, 1979-1980, 1981-1982, 1982-1983
- Coppa d'Algeria: 1

JSK: 1972-1973

### Competizioni internazionali
- CAF Champions League: 1

JSK: 1981